# Rifugio Luigi Pellarini
Il rifugio Luigi Pellarini è un rifugio alpino delle Alpi Giulie che sorge a 1.499 m in comune di Malborghetto Valbruna (UD) sul limitare della Carnizza di Camporosso nel gruppo del Jôf Fuart.

## Storia
Il primo edificio venne costruito nel 1924 e dedicato alla memoria dell'alpino Luigi Pellarini, caduto durante la prima guerra mondiale. Da allora è diventato uno dei rifugi più importanti delle Alpi Giulie; ampliato negli anni '60 e dichiarato inagibile negli anni '90, nel 1996 è stata completata la ristrutturazione che gli ha dato l'aspetto attuale.

## Caratteristiche ed informazioni
L'edificio è realizzato in laterizio e legno su quattro piani, in stile alpino. Di proprietà della Società Alpina delle Giulie (sezione di Trieste del CAI), è aperto dal 20 giugno al 20 settembre.

## Accessi
Da Valbruna si prosegue per circa 2,5 km lungo la rotabile della Val Sàisera fino a quota 860 m (segnalazioni). Una stradina chiusa al transito attraversa il torrente Sàisera, poi per mulattiera si giunge alla stazione di valle della teleferica, dove il sentiero, sotto le pareti di roccia, si fa più ripido. Lasciata a sinistra la diramazione per Sella Prasnig, (circa 1.320 m). si prosegue a destra e si guadagna una costola rocciosa e, traversate alcune lingue ghiaiose, da dove si vede bene il rifugio, dopo gli ultimi tornanti si arriva in breve al rifugio stesso.

## Ascensioni
- Salita al Nabois Grande (2.313 m) (ore 2.30, II)
- Salita al Jôf Fuart (2.666 m) per canalone N-E (ore 4, III, attrezzature)
- Allo Jof Fuart (2.666) per lo spigolo N-E (700 m; III-IV)
- Allo Jof Fuart (2.666) per la via Krobath alla parete est (700 m; IV-V)
- Alla Madre dei Camosci per lo spigolo nord (500 m; V+/A0)
- All'Innominata per la via Comici alla parete nord (500 m; IV pp. V)
- Alla Cima di Riofreddo per la via Krobath-Metzeger (550 m; V)
- Alla Cima di Riofreddo per il Vano Nero (550 m; V+)
- Alla Cima di Riofreddo per lo spigolo N (600 m; IV pp. V)

## Traversate
- Traversata al rifugio Corsi (ore 3, EEA)
- Traversata al monte Santo di Lussari (1.790 m) ed al rifugio Locanda al Convento (ore 3, E)
- Traversata al Bivacco Calligaris (ore 1.30, E)
- Sentiero Carlo Chersi (ore 8, EE)

## Escursioni
- Anello dello Jôf Fuart (ore 10, EEA)
- Anello delle Rondini (ore 3.30, EE)